# Cultura LGBT en Italia
La cultura LGBT+ en Italia comprende las diferentes manifestaciones artísticas y de ocio existentes en el país cuyo enfoque es la diversidad sexual o incluye la participación de personas con sexualidades y géneros no tradicionales.

## Cine
Dos de los directores más importantes del cine italiano eran homosexuales o bisexuales: Luchino Visconti y Pier Paolo Pasolini. Luchino Visconti, un cineasta abiertamente bisexual, fue uno de los fundadores del Neorrealismo italiano, que evolucionaría más tarde hacia un cine más estilizado y personal, en el que era frecuente la presencia de personajes homosexuales y el homoerotismo. Su primera película con tintes gais fue Obsesión (1943), en la que presentaba veladamente la intensa amistad entre dos de los protagonistas como una relación amorosa. Otros títulos de Visconti con elementos homosexuales fueron Rocco y sus hermanos (1963) o la más explícita La caída de los dioses (1969), en la que hizo una reconstrucción de la noche de los cuchillos largos. Pero sin duda su película más emblemática fue Muerte en Venecia (1971), adaptación al cine de la novela de Thomas Mann, en la que un compositor de música, inspirado en Gustav Mahler y obsesionado por la belleza y la perfección, se enamora de un joven italiano.
La homosexualidad también fue determinante en el cine de Pier Paolo Pasolini, que la utilizó de forma política y la presentó como lo opuesto a la forma de vida burguesa. En sus propias palabras, concibió su largometraje Teorema (1968) en la que todos los miembros de una familia se enamoran del personaje interpretado por Terence Stamp, como «una historia religiosa, un dios que llega a una familia burguesa; bello, joven, fascinante, ángel y/o demonio». En su Trilogía de la vida, compuesta por El Decamerón (1971), Los cuentos de Canterbury (1972) y Las mil y una noches (1974), adaptó textos clásicos, dejando de lado la política explícita para mostrar el fascismo y la dominación por medio del erotismo. Su último y polémico filme, Saló o los 120 días de Sodoma (1976), fue estrenado dos semanas antes de su muerte, y en él fusionó la Italia fascista de Mussolini con la filosofía del Marqués de Sade, mostrando escenas de violación, humillación sexual, coprofagia y tortura.
Si Visconti y Pasolini hicieron de la homosexualidad una parte importante de su discurso, otros directores gays como Franco Zeffirelli o Bernardo Bertolucci han hecho mención con menor frecuencia. De la filmografía de Bertolucci, su película más abiertamente homosexual fue El conformista (1970), en la que durante la dictadura de Mussolini, un hombre gay reniega de su sexualidad, casándose con una mujer y afiliándose al partido fascista para intentar parecer heterosexual. También ambientada en el mismo periodo de la historia italiana, Una jornada particular de Ettore Scola (1977) muestra la amistad entre Sofia Loren, casada con un miembro del partido fascista fanático y autoritario, y un homosexual interpretado por Marcello Mastroianni, que representa lo contrario a su marido.
Esta «edad de oro» de la homosexualidad en el cine italiano fue sucedida por casi dos décadas en las que apenas se exportaron películas con esta temática. El testigo lo recogió a mediados de los 90 el realizador turco-italiano Ferzan Özpetek, que ha desarrollado una carrera cuyo denominador común está en el amor y la homosexualidad. La primera película de Özpetek, Hamam: el baño turco (1997), obtuvo relevancia internacional y en ella narraba la historia de un hombre italiano que, tras recibir una herencia de un pariente en Turquía, abandona a su esposa y su acomodada vida en Italia, para viajar a Estambul, donde en poco tiempo después inicia una íntima amistad con un joven. Otras de sus películas destacables han sido El hada ignorante (2001) o La ventana de enfrente (2004).
Fundado en 1986 por Ottavio Mai y Giovanni Minerba, desde entonces se celebra con un ritmo anual en Turín el Torino International Gay&Lesbian Film Festival o TOGAY.

## Literatura

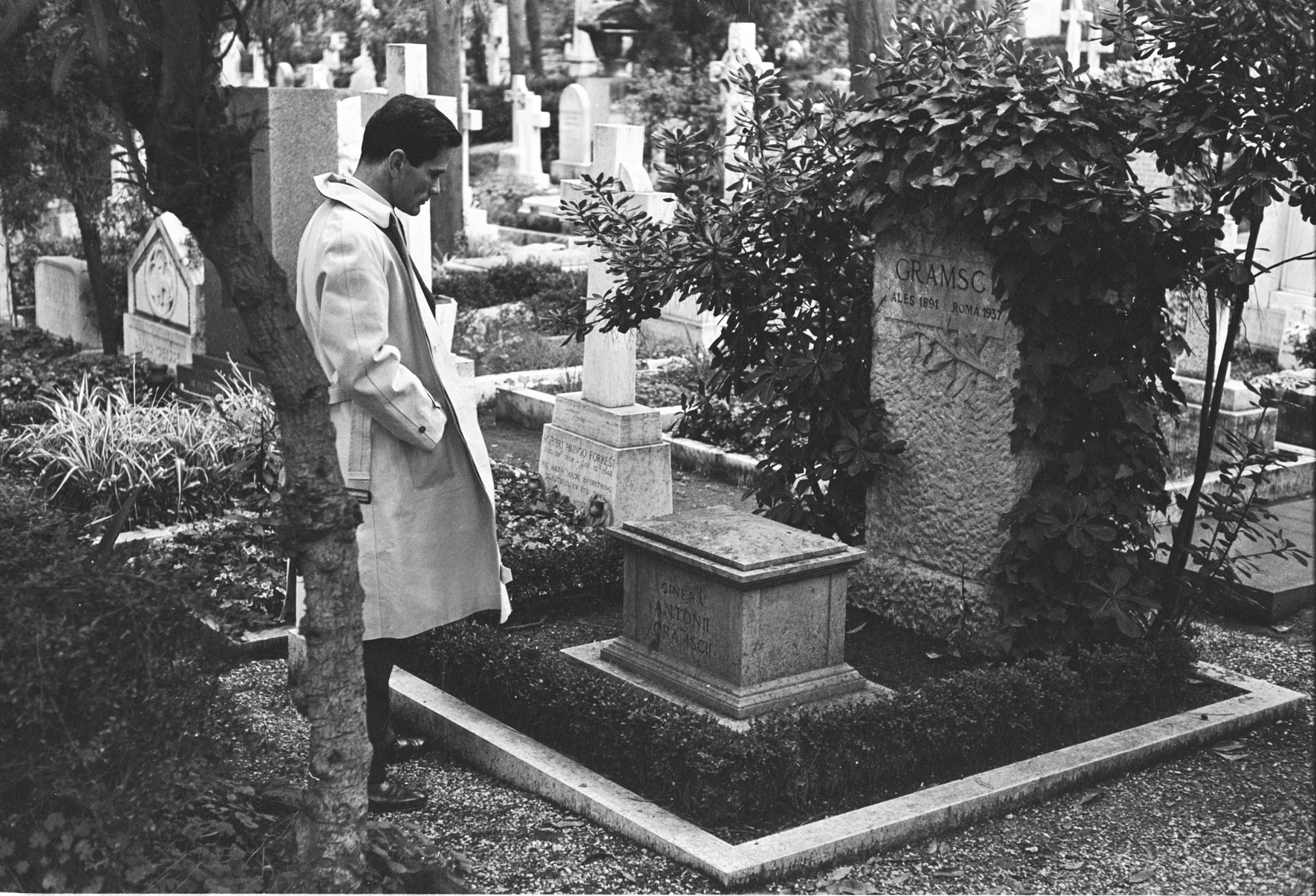
Pasolini ante la tumba de Gramsci. Pasolini, gracias a sus actividades en el cine, es sin duda el escritor gay más conocido internacionalmente de Italia.

Los diversos autores gais italianos de la primera mitad del siglo XX, entre los que se cuentan Umberto Saba, Carlo Emilio Gadda, Sandro Penna, Mario Soldati o Piero Santi, prefirieron que la homosexualidad permaneciese un hecho privado y no se reflejase en sus obras. Aquellos que se atrevieron a abordar el tema, censuraron sus propias obras o las escribieron para no publicarlas. Ejemplos son Aldo Palazzeschi, que tras publicar en 1908 :riflessi («:reflexiones»), posteriormente, lo reeditó con el título Allegoria di novembre, suavizando el contenido homosexual. Su obra Interrogatorio della contessa Maria solo fue publicada catorce años después de su muerte. Giovanni Comisso escribió en la década de 1930 Gioco d'infanzia («Juego de infancia»), que publicó en versión expurgada en 1965; la versión íntegra solo se pudo descubrir en 1994. La novela I neoplatonici de Luigi Settembrini, disimulada como una traducción del griego antiguo y escrita en la década de 1930, solo se publicó en 1977.
Tras la II Guerra Mundial, la homosexualidad se menciona poco en la literatura —Vasco Pratolini o Alberto Moravia—, aunque siempre dentro del marco que representan los estereotipos: corruptor, pederasta, libidinoso, perverso, afeminado o enfermo. En la década de 1950 aparecen las primeras obras de autores como Pier Paolo Pasolini, Giuseppe Patroni Griffi, Giovanni Testori o Alberto Arbasino, cuya homosexualidad es conocida, pero que tampoco consiguen apartarse del estereotipo del gay enfermo, marginal y solitario. La única excepción en este panorama son los poemas de Sandro Penna. A pesar de esta representación negativa, simplemente mencionar el tema provocaba un escándalo y los textos fueron objetivo de la justicia y la censura, como fue el caso con Ragazzi di vita y Una vita violenta de Pasolini. Giò Stajano publicó 1959 Roma capovolta, definido por un periodista como «el manifiesto de aquellos que lo son»; la obra fue prohibida inmediatamente.
No fue hasta la década de 1970 que cambió el panorama, aumentando la publicación de obras de contenido homosexual, de manos del movimiento de liberación homosexual. En la década de 1980, Pier Vittorio Tondelli, con Altri libertini (1980) y Pao Pao (1982), marcan un nuevo giro en la forma de representar la homosexualidad. También Aldo Busi irrumpe en el panorama literario con Seminario sobre la juventud (1984), en el que emplea la homosexualidad como arma subversiva. A partir de ellos, con el tabú superado, rompiendo con el pasado, numerosos autores lo tratarán en sus obras, aunque rechacen la etiqueta de «escritor gay», procurando presentar una visión más global del mundo. Entre ellos hay que destacar a Walter Siti, Mario Fortunato, Matteo B. Bianchi, Gianni Farinetti, Alessandro Golinelli y Marco Lanzol.
Una de las primeras novelas de contenido lésbico en Italia fue Il passagio (1919), de Sibilla Aleramo, en la que cuenta su relación con Lina Poletti, la que fuera su amante durante aproximadamente un año. Un segundo libro de Aleramo, Andando e stando (1921), describe el ambiente lésbico de París y el salón de Natalie Clifford Barney. La literatura lésbica no rompió definitivamente con su silencio secular hasta la década de 1990. Se pueden destacar las novelas Lei cosi amata (2000) de Melania G. Mazzucco, Il matrimonio di Maria (1998) de Rossana Campo, Luminal (1998) de Isabella Santacroce, Benzina (1998) de Elena Stancanelli, el ensayo Io ho una bella figlia (1998) de Daniella Dana y la obra colectiva M@iling desire (1999).

## Moda
En el mundo de la moda y el diseño hay que mencionar a Valentino y a su socio Giancarlo Giammetti, que dirigen una de las firmas de moda más prestigiosas del mundo. También Giorgio Armani debe ser mencionado, otro de los grandes modistos y diseñadores mundiales, el diseñador de mayor éxito comercial de Italia.

## Música
Entre los cantantes, hay que mencionar a Renato Zero; pero sobre todo a Tiziano Ferro, una de las grandes personalidades italianas en hablar públicamente de su homosexualidad, tal y como lo hizo en la revista Vanity Fair el 6 de octubre de 2010.
La homofobia también se ha extendido a la música. En 2009, la canción Luca era gay del cantautor Povia, ganó el segundo premio del Festival de San Remo por votación popular, además del premio de la sala de prensa de radio y TV. La canción parece referirse a un «ex-gay» llamado Luca Di Tolve y, según declaraciones de Aurelio Mancuso, presidente de Arcigay, «utiliza todo el armamento de las organizaciones católicas integristas. La canción que presentará en San Remo, al margen de las edulcoradas palabras que habrá elegido, es el manifiesto político de un movimiento religioso que ha sido varias veces desmentido por la ciencia». El rapero siciliano Salmo, en la canción «mierda en la cabeza», afirma que «Si tuviera un hijo gay le pegaría una paliza». Al escándalo que siguió, Salmo respondió con unas declaraciones en su página de Facebook en las que, entre otras afirmaciones homófobas, decía que «a menudo no sois simplemente gay por naturaleza sino sólo seres humanos pervertidos en búsqueda de una coartada», comentario que fue valorado con un «me gusta» por miles de internautas. Después de que el escándalo aumentase, Salmo se retractó en una entrevista, comentando que no tiene nada «en contra de los homosexuales». Por otra parte, los cantantes Laura Pausini, Giorgia y Tiziano Ferro realizaron en 2012 delcaraciones a favor de los derechos LGBT.
No debemos olvidar también a los artistas extranjeros, entre ellos la agrupación española de Mecano. Ellos lanzaron un álbum titulado "Figlio della luna", con temas musicales cantados en italiano. En este álbum incluye el tema musical titulado "Mujer contra mujer" o "Croce di lame", pese a que en Italia hablar sobre este tema de la homosexualidad sigue siendo aún un tema tabú por algunas sociedades conservadoras, esta canción ha logrado ser un éxito ocupando los primeros lugares en este país.

## Televisión
La cadena pública Rai 4 emite la serie juvenil Física o Química en su canal digital. En la serie uno de los protagonistas, Fer, es un adolescente homosexual. La agrupación de telespectadores católicos Aiart ha exigido que la serie se deje de emitir en Italia, a lo que se ha negado el director de la cadena Carlo Freccero.
La censura de la homosexualidad en la televisión italiana no es la excepción. En una emisión de la película Brokeback Mountain, sobre el amor entre dos hombres, en el canal de televisión pública italiana Rai Due en diciembre del 2008, fueron cortadas tres escenas homosexuales, entre las que se encontraban dos besos entre los protagonistas, mientras que otras escenas heterosexuales más explícitas o violentas sí fueron mostradas. El director de la televisión, Claudio Petruccioli, pidió disculpas por el «error» y el jefe de Rai Due Antonio Marano anunció que emitirían la película completa después de Navidades. En 2010, la Rai volvió a emitir en su canal por satélite la versión censurada. En 2011, la televisión RaiUno decidió no emitir un capítulo de la serie alemana Un ciclone in convento («Un ciclón en el convento») en la que se realizaba un matrimonio igualitario en el convento. En 2012, la cadena Rete4, propiedad de Berlusconi, censuró escenas de contenido homosexual en la serie británica Downton Abbey.